# Straßenbahn Eisenach
| Triebwagen verlässt die Karlstraße und fährt auf den Markt (1974) |                     |                              |                              |
| Stadtplan von 1925 mit Straßenbahnstrecken |                     |                              |                              |
| Streckenlänge: | 9,2 km              |                              |                              |
| Spurweite: | 1000 mm (Meterspur) |                              |                              |
| Stromsystem: | 600 V =             |                              |                              |
| Minimaler Radius: | 15 m                |                              |                              |
| |                     |                              |                              |
| \| \| \| Krankenhaus \| 1925–1969 \| \| \| \| Friedhof \| 1909–1969 \| \| \| \| Hörsel \| \| \| \| \| Mühlhäuser Straße \| 1909–1975 \| \| \| \| Grüner Baum \| 1909–1975 \| \| \| \| Thüringer Bahn und Werrabahn \| \| \| \| \| Westbahnhof \| 1913–1975 \| \| \| \| Werrabahn \| \| \| \| \| Katharinenstraße \| 1909–1975 \| \| \| \| \| \| \| \| \| Sonne \| 1909–1975 \| \| \| \| Markt \| 1909–1975 \| \| \| \| Mariental \| 1897–1944 \| \| \| \| Phantasie \| 1897–1958 \| \| \| \| Liliengrund \| 1897–1958 \| \| \| \| Reutervilla \| 1897–1958 \| \| \| \| Frauenberg \| 1897–1958 \| \| \| \| \| \| \| \| \| Karlsplatz \| 1897–1975 \| \| \| \| \| \| \| \| \| Wagenhalle Helenenstraße \| 1897–1929 \| \| \| \| Wagenhalle Sommerstraße \| 1929–1975 \| \| \| \| Hauptbahnhof \| 1897–1975 \| \| \| \| Thüringer Bahn \| \| \| \| \| Langensalzaer Straße \| 1913–1975 \| \| \| \| Oststadt \| 1913–1975 \| |                     |                              |                              |
| U-Bahn-Kopfbahnhof Streckenanfang (Strecke außer Betrieb) |                     | Krankenhaus                  | 1925–1969                    |
| U-Bahn-Bahnhof (Strecke außer Betrieb) |                     | Friedhof                     | 1909–1969                    |
| U-Bahn-Brücke über Wasserlauf (Strecke außer Betrieb) |                     | Hörsel                       | Hörsel                       |
| U-Bahn-Bahnhof (Strecke außer Betrieb) |                     | Mühlhäuser Straße            | 1909–1975                    |
| U-Bahn-Haltepunkt / Haltestelle (Strecke außer Betrieb) |                     | Grüner Baum                  | 1909–1975                    |
| U-Bahn-Kreuzung mit Eisenbahn geradeaus unten (Strecke geradeaus außer Betrieb) |                     | Thüringer Bahn und Werrabahn | Thüringer Bahn und Werrabahn |
| U-Bahn-Haltepunkt / Haltestelle Streckenanfang (Strecke außer Betrieb) · U-Bahn-Strecke (außer Betrieb) |                     | Westbahnhof                  | 1913–1975                    |
| U-Bahn-Kreuzung mit Eisenbahn geradeaus unten (Strecke geradeaus außer Betrieb) · U-Bahn-Strecke (außer Betrieb) |                     | Werrabahn                    | Werrabahn                    |
| U-Bahn-Haltepunkt / Haltestelle (Strecke außer Betrieb) · U-Bahn-Strecke (außer Betrieb) |                     | Katharinenstraße             | 1909–1975                    |
| |                     |                              |                              |
| U-Bahn-Bahnhof (Strecke außer Betrieb) |                     | Sonne                        | 1909–1975                    |
| U-Bahn-Bahnhof (Strecke außer Betrieb) |                     | Markt                        | 1909–1975                    |
| U-Bahn-Kopfbahnhof Streckenanfang (Strecke außer Betrieb) · U-Bahn-Strecke (außer Betrieb) |                     | Mariental                    | 1897–1944                    |
| U-Bahn-Bahnhof (Strecke außer Betrieb) · U-Bahn-Strecke (außer Betrieb) |                     | Phantasie                    | 1897–1958                    |
| U-Bahn-Haltepunkt / Haltestelle (Strecke außer Betrieb) · U-Bahn-Strecke (außer Betrieb) |                     | Liliengrund                  | 1897–1958                    |
| U-Bahn-Bahnhof (Strecke außer Betrieb) · U-Bahn-Strecke (außer Betrieb) |                     | Reutervilla                  | 1897–1958                    |
| U-Bahn-Haltepunkt / Haltestelle (Strecke außer Betrieb) · U-Bahn-Strecke (außer Betrieb) |                     | Frauenberg                   | 1897–1958                    |
| |                     |                              |                              |
| U-Bahn-Bahnhof (Strecke außer Betrieb) |                     | Karlsplatz                   | 1897–1975                    |
| U-Bahn-Abzweig geradeaus, nach links und von links (Strecke außer Betrieb) · U-Bahn-Strecke von rechts (außer Betrieb) |                     |                              |                              |
| U-Bahn-Strecke (außer Betrieb) · U-Bahn-Dienststation / Betriebs- oder Güterbahnhof (Strecke außer Betrieb) |                     | Wagenhalle Helenenstraße     | 1897–1929                    |
| U-Bahn-Strecke (außer Betrieb) · U-Bahn-Betriebs-/Güterbahnhof Streckenende (Strecke außer Betrieb) |                     | Wagenhalle Sommerstraße      | 1929–1975                    |
| U-Bahn-Bahnhof (Strecke außer Betrieb) |                     | Hauptbahnhof                 | 1897–1975                    |
| U-Bahn-Kreuzung mit Eisenbahn geradeaus unten (Strecke geradeaus außer Betrieb) |                     | Thüringer Bahn               | Thüringer Bahn               |
| U-Bahn-Bahnhof (Strecke außer Betrieb) |                     | Langensalzaer Straße         | 1913–1975                    |
| U-Bahn-Haltepunkt / Haltestelle Streckenende (Strecke außer Betrieb) |                     | Oststadt                     | 1913–1975                    |

Fahrkarte für drei Teilstrecken

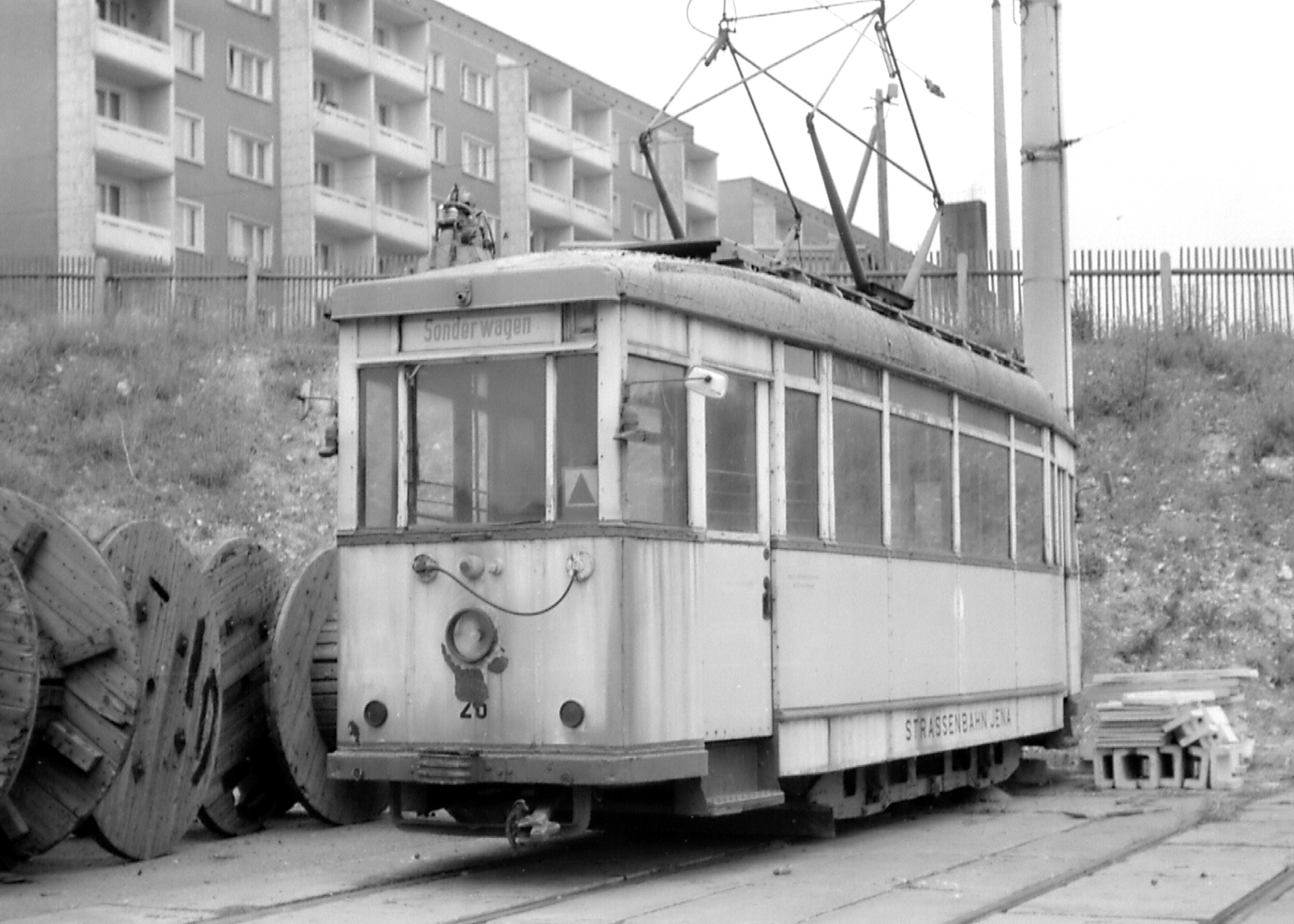
Ehemaliger Eisenacher Wagen 19 vor Aufarbeitung als historischer Wagen der Straßenbahn Jena, 1979 abgestellt in Jena-Zwätzen

Die Straßenbahn Eisenach wurde am 3. August 1897 in Eisenach eröffnet und im Zuge eines sogenannten Verkehrsträgerwechsels am 31. Dezember 1975 stillgelegt.

## Geschichte
Mit Anstieg des Fremdenverkehrs in Eisenach gab es 1891 ein Projekt für eine dampfbetriebene Bahn ins Annatal mit Abzweig zur Wartburg. 1897 eröffnete dann das Eisenacher Elektrizitätswerk (EWE) eine 3,1 km lange, meterspurige elektrische Straßenbahnstrecke vom Hauptbahnhof bis in das Mariental. 1909 folgten zwei Streckenerweiterungen vom Karlsplatz über den Markt bis in die Frankfurter Straße und davon abzweigend eine Strecke von der Katharinenstraße zum Friedhof. Zwischen 1910 und 1913 wurde das Netz zum Westbahnhof und in die Weimarische Straße erweitert. 1922 wurde die durch die Kasernenstraße (August-Bebel-Straße) führende Linie zum Krankenhaus in die Hospitalstraße verlegt. Die neue Abzweigstelle mit Ausweiche befand sich nun in der Georgenstraße Ecke Hospitalstraße an der Gaststätte „Sonne“. Der Neubauabschnitt zwischen Krankenhaus und Friedhof war der letzte; 1925 erreichte das Netz mit 9,2 Kilometern Streckenlänge seine größte Ausdehnung. Eine Stichstrecke zur Wartburg wurde nicht gebaut.
1929 wurde der alte Betriebshof in der Helenenstraße zugunsten einer neuen Wagenhalle in der Sommerstraße/Uferstraße aufgelassen und die Waggonfabrik Gotha lieferte sechs neue Triebwagen. 1936 tauchte ein Projekt zur Umstellung des innerstädtischen Nahverkehrs auf Oberleitungsbus-Betrieb auf. Kriegsbedingt wurde 1943 der Streckenabschnitt im Mariental stillgelegt. Er wurde nicht wieder in Betrieb genommen und in den folgenden Jahren zurückgebaut. Neue Endhaltestelle war nun die Ausflugsgaststätte Phantasie.
Durch Kriegseinwirkungen auf Gleis- und Fahrleitungsanlagen und einen direkten Bombentreffer in die Wagenhalle und die benachbarte Stromversorgung musste der Betrieb im September 1944 ganz eingestellt werden. Ab Juli 1947 konnte der Straßenbahnbetrieb schrittweise wieder aufgenommen werden. 1956 diskutierte man abermals eine Umstellung auf O-Busse. Am 3. Februar 1958 wurde der Streckenabschnitt zwischen Platz der DSF (Karlsplatz) und Gaststätte „Phantasie“ stillgelegt und auf Busbetrieb umgestellt.
Ab 1960 modernisierte der nunmehrige „VEB (K) Städtischer Verkehr“ das Fahrleitungsnetz und die Stromversorgungsanlagen. Die Schiebebühne der Fahrzeughalle wurde durch eine Weichenstraße ersetzt. Der Ersatzneubau der Brücke über die Hörsel in der Mühlhäuser Straße wurde gleislos ausgeführt, so dass ab 21. Januar 1969 der Endhaltepunkt der Krankenhauslinie vor der Hörselbrücke in der Mühlhäuser Straße, Ecke Amrastraße lag.
Zum 31. Dezember 1975 wurde der Straßenbahnverkehr in Eisenach eingestellt, am 1. Januar 1976 übernahmen ungarische Ikarus-Busse den innerstädtischen Verkehr. Nach der Betriebseinstellung begann der Rückbau der Fahrleitungen und Schienen. Die Fahrzeuge wurden teils verschrottet oder an andere Straßenbahnbetriebe abgegeben.

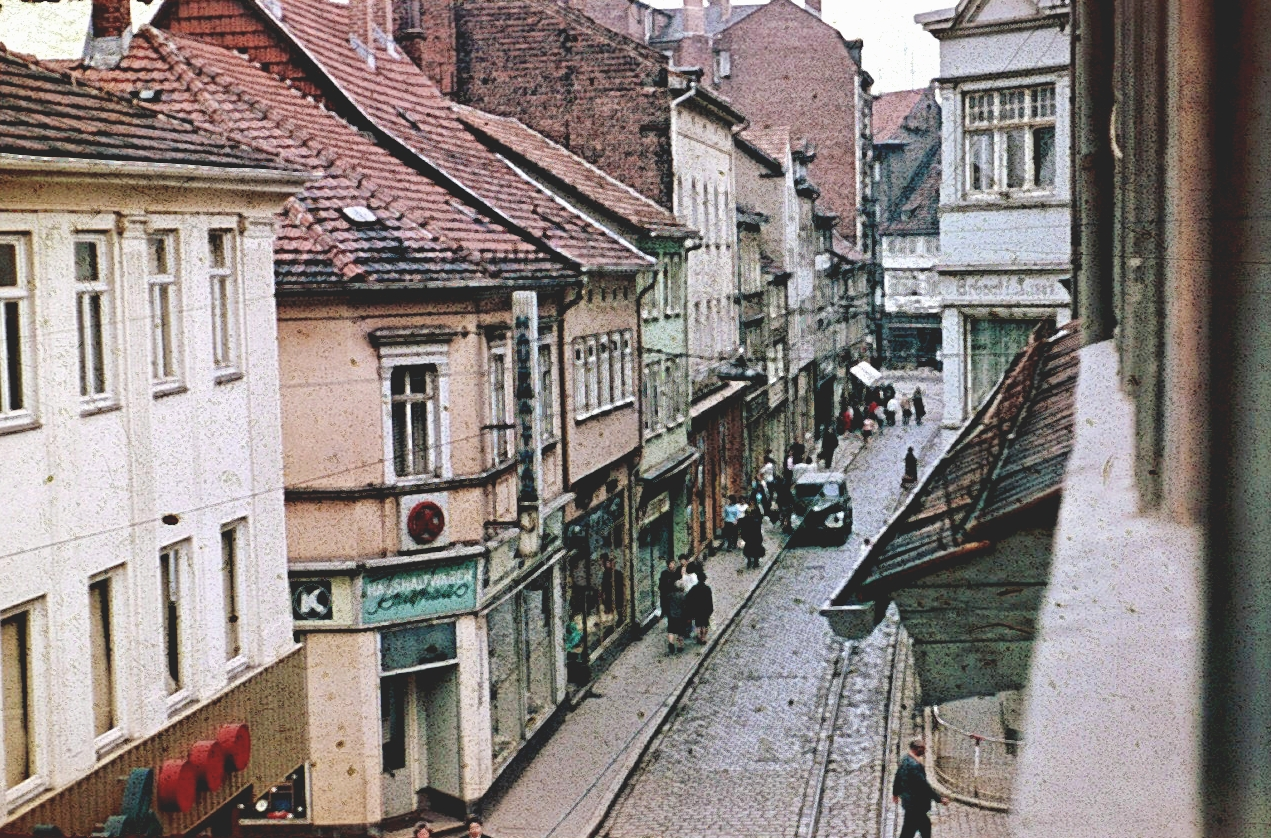
Enge in der Karlstraße
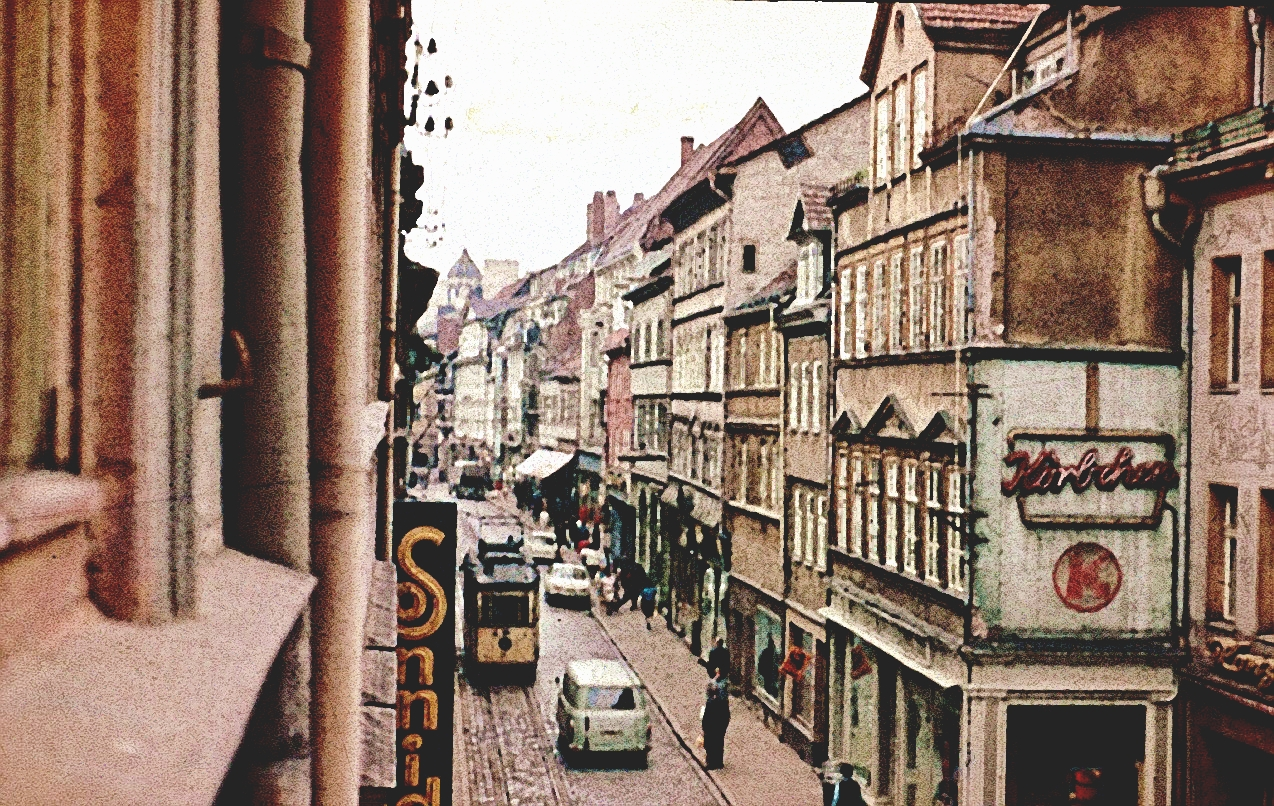
Straßenbahn in der Karlstraße
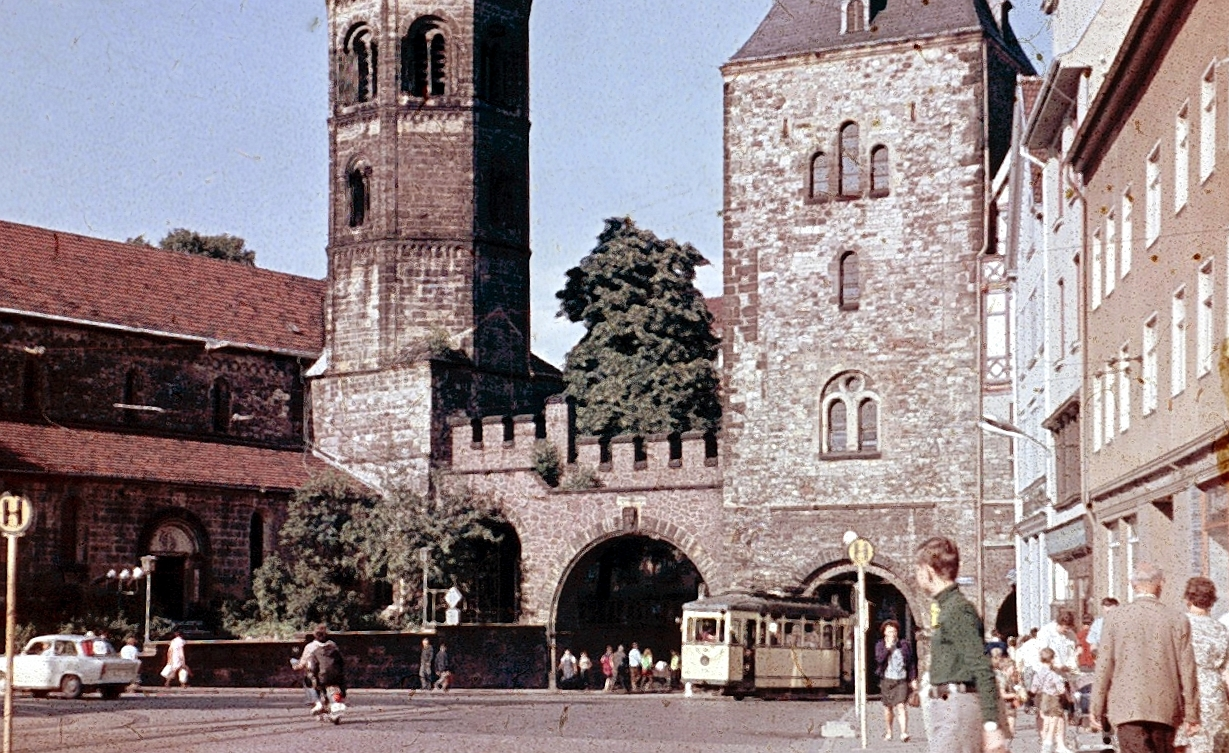
Triebwagen am Karlsplatz

## Betrieb
Die Eisenacher Straßenbahn wurde bis zu ihrer Stilllegung mit Zweirichtungsfahrzeugen betrieben. In Spitzenzeiten und in bestimmten Tageszeitlagen wurden den Triebwagen auf der Marientallinie und auf der Krankenhauslinie Beiwagen angekoppelt. Die Westbahnhoflinie wurde wegen fehlender Umsetzmöglichkeiten immer solo befahren. In den letzten Betriebsjahren der Straßenbahn waren nur noch drei Beiwagen vorhanden, von denen meist nur einer, nämlich der Bw 32 im Einsatz war. Wurde bei der Fahrt in die Oststadt ein Beiwagen mitgeführt, so hat man diesen an der Ausweiche Langensalzaer Straße stehengelassen und der Triebwagen fuhr alleine zur Endhaltestelle Weimarische Straße. Meist nahm der entgegenkommende Triebwagen den Beiwagen dann gleich wieder mit. In der Regel war der nicht benötigte Beiwagen auf dem Karlsplatz auf dem Reststück der Marientallinie abgestellt. Der Eisenacher Straßenbahnbetrieb ruhte in den letzten Betriebsjahren während der Nachtstunden von 21:00 Uhr bis 05:00 Uhr. Die Bahnen wurden dann in der Fahrzeughalle abgestellt.

### Strecken
Es gab drei Linien, die keine Liniennummer besaßen:
- Krankenhaus-Linie: (Krankenhaus –) Mühlhäuser Straße – Oststadt; (Krankenhaus–Mühlhäuser Str. wegen Neubau der Hörselbrücke ohne Gleise nur bis 1969)
- Westbahnhof-Linie: Westbahnhof – Langensalzaer Straße
- Mariental-Linie: (Mariental –) Phantasie – Karlsplatz/Platz der DSF - Bahnhof (bis 1958, Mariental bis 1944)

### Fahrzeuge

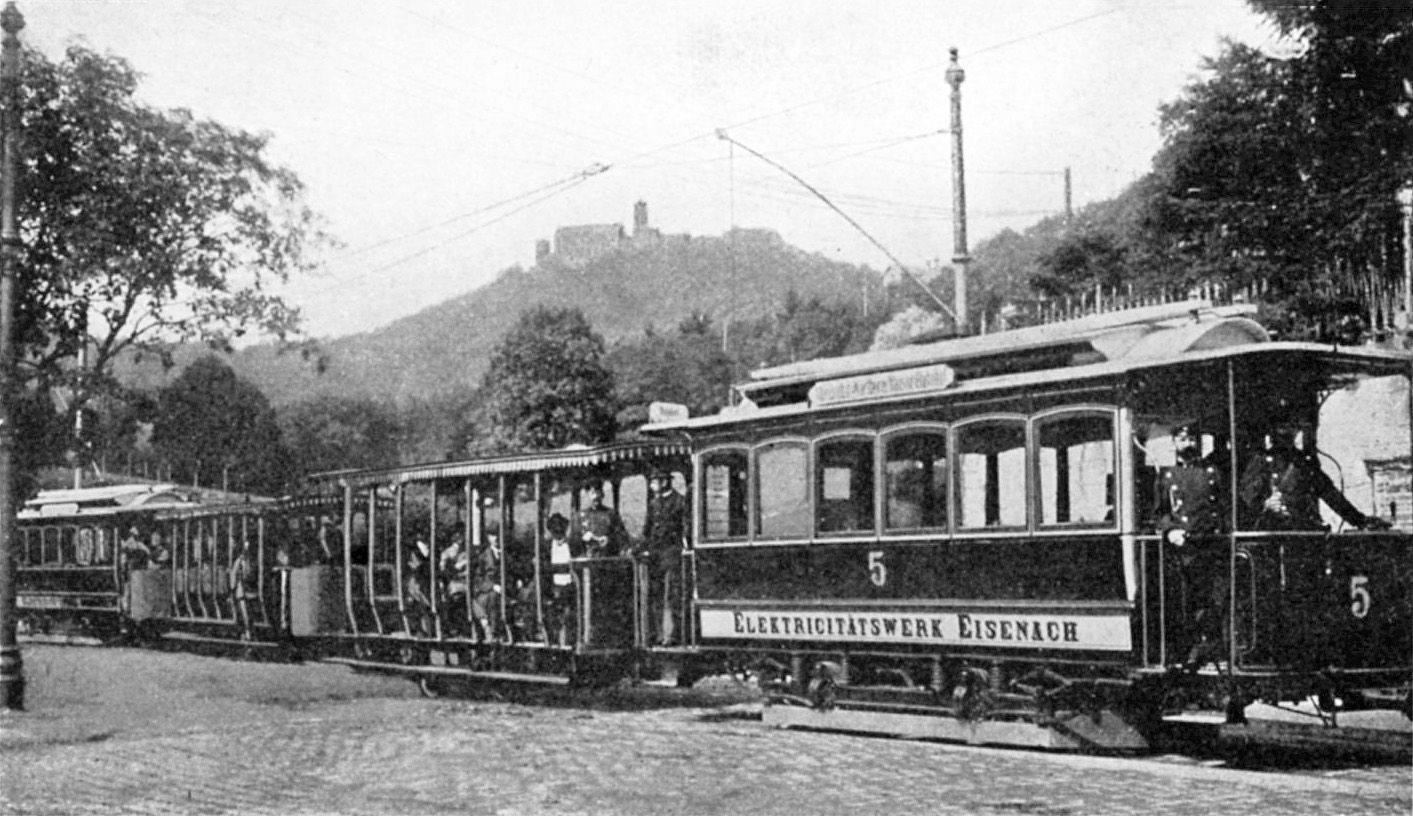
Triebwagen 5 mit offenem Beiwagen um 1900

Im Jahr der Betriebsaufnahme waren fünf Triebwagen (1–5), hergestellt von der Firma P. Herbrand in Köln und vier Beiwagen (6–9) von den Fahrzeugwerkstätten Falkenried in Hamburg beschafft worden. In den folgenden Jahren wurde der Fahrzeugbestand von verschiedenen Herstellern ergänzt. Im Zuge der ersten beiden Streckenerweiterungen im Jahr 1909 wurden die Triebwagen 10–16 von der Norddeutschen Waggonfabrik beschafft. 1929 erfolgte die Neubeschaffung weiterer Triebwagen 19–24, dieses Mal von der Gothaer Waggonfabrik. Für den ab dieser Zeit eingerichteten ganzjährigen Beiwagenbetrieb, wurden gebrauchte Beiwagen 17–18 aus Mansfeld beschafft. Der Fahrzeugbestand erreichte 1929 mit 18 Triebwagen und sechs Beiwagen seinen größten Umfang. Nach dem Zweiten Weltkrieg wurden vereinzelt Fahrzeuge ausgesondert und durch Fahrzeuge ersetzt, die in Erfurt außer Dienst gestellt wurden. Es kamen ab 1959 zunächst die Triebwagen 25–29 und die Beiwagen 31–33 und etwas später noch der Beiwagen 35 sowie der Beiwagen 34 aus Mühlhausen nach Eisenach. Nach dem Ersatz der Schiebebühne als Zufahrt zur Wagenhalle durch eine Weichenstraße, konnten auch Trieb- und Beiwagen mit etwas größerem Achsabstand in Eisenach eingesetzt werden. So kamen als letzter Fahrzeugzugang die Triebwagen 40–45 (Gothaer Wagonfabrik AG), ebenfalls aus Erfurt nach Eisenach. Der bereits 1956 nach Eisenach gekommene Triebwagen 18II wurde 1960 zum Arbeitstriebwagen umgebaut. Im letzten Betriebsjahr 1975 verfügte die Eisenacher Straßenbahn noch über zehn Triebwagen, drei Beiwagen und ein Dienstfahrzeug (Triebwagen 19–20, 22–24, 40–43 und 45, Beiwagen 31, 33 und 35 sowie Arbeitstriebwagen 18II).
Drei Eisenacher Triebwagen blieben erhalten. Neben Wagen 19 (Gothaer Waggonfabrik, 1929) der in Jena als historischer Triebwagen 26 zum Einsatz kommt, unterhalten die Erfurter Nahverkehrsfreunde den ehemaligen Wagen 42 (ehemals Erfurt; Waggonfabrik Gotha, 1938) als historischen Triebwagen 92. Der Arbeitstriebwagen 18II (AG für Eisenbahn- und Militärbedarf Weimar, 1913) wurde nach Aufarbeitung und Umspurung als historischer Triebwagen 257 beim Leipziger Straßenbahnmuseum wieder in Betrieb genommen.
Die Eisenacher Fahrzeuge besaßen bis zum Schluss keine Kleinspannungsanlage und deshalb als Fahrtrichtungsanzeiger nur Richtungslampen mit Dauerlicht, wie sie bei Straßenbahnen der 1920er und 1930er Jahre üblich waren.

### Depots

#### Helenenstraße
Das erste Depot der Eisenacher Straßenbahn lag in der Helenenstraße. Es wurde mit Inbetriebnahme des neuen Depots in der Uferstraße im Jahr 1929 aufgelassen. Das Gebäude wurde 1993 abgerissen.

#### Sommerstraße/Uferstraße

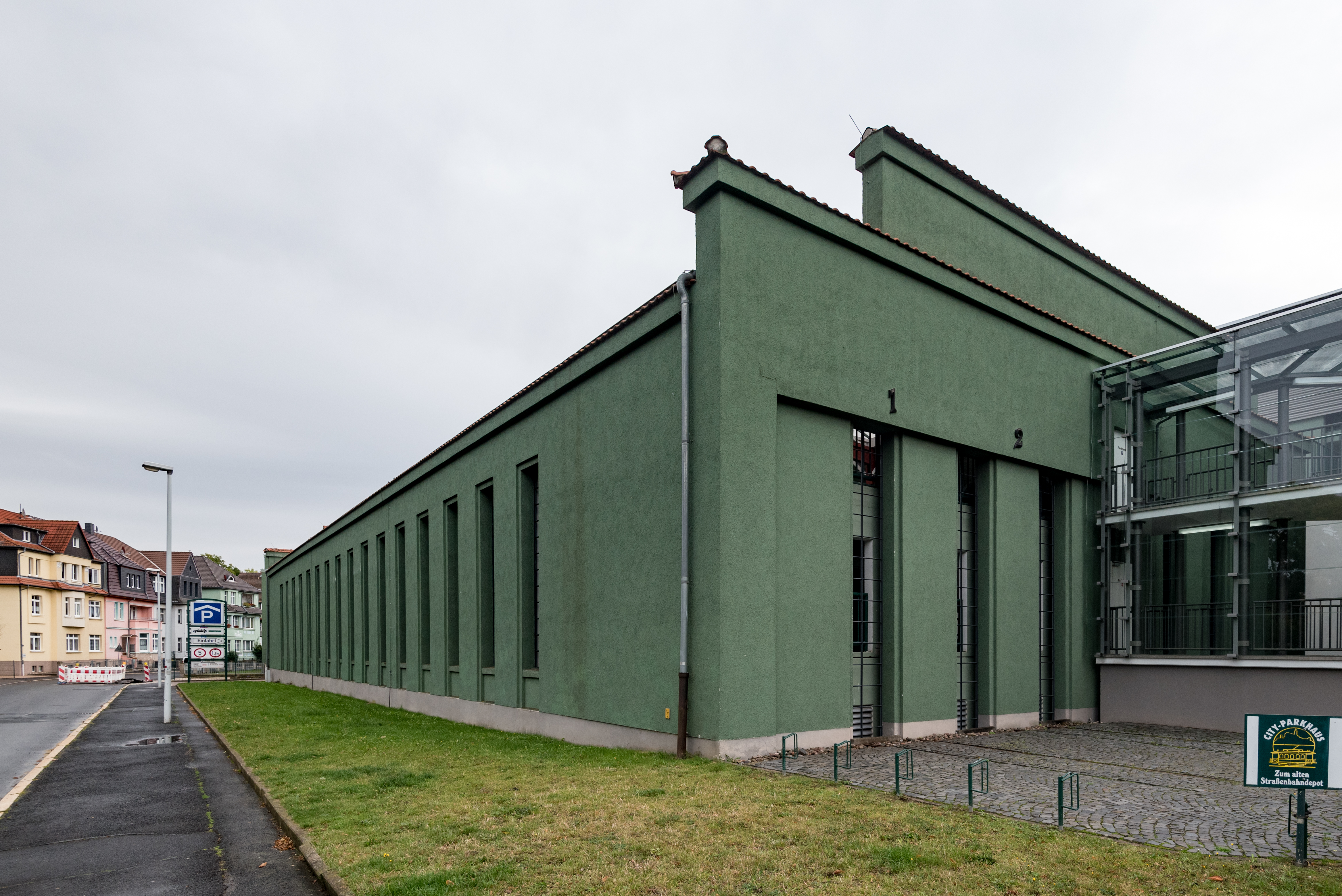
Das Straßenbahndepot von der Uferstraße her gesehen.

Das neue Depot an der Sommerstraße / Ecke Uferstraße wurde in den Jahren 1925 bis 1929 auf einem ehemaligen Lagerplatz des Elektrizitätswerks errichtet und im August 1929 eröffnet. Das nach modernsten technischen Standards errichtete Depot beherbergte neben der 20 Meter breiten und 48 Meter langen Wagenhalle für bis zu 25 Wagen eine Werkstatt mit Schmiede, Tischlerei, Lackiererei, Motorenschlosserei sowie eine Ankerwickelwerkstatt, Büros der Verwaltung, soziale Einrichtungen für das Personal und ein Umformwerk. Im Inneren der Halle wurden mit Dreigelenkrahmen aus Holz 19 Meter überspannt.
Bei den Luftangriffen auf die Stadt im Herbst 1944 wurde der Anbau der Wagenhalle zerstört; auf dem Betriebsgelände gab es insgesamt 51 Tote. Der Betrieb wurde bis in die Sommermonate 1945 eingestellt. Der Wiederaufbau des Depots wurde erst 1966 mit der Wiederherrichtung der Sozialräume abgeschlossen. Im Zuge des Wiederaufbaus wurde die Wagenhalle bereits 1951 für die Aufnahme von Bussen umgebaut und dabei auf ein Abstellgleis verzichtet.
In den 1990er Jahren wurde das ehemalige Straßenbahndepot zum City-Parkhaus umgebaut und als solches 1998 eröffnet.

## Relikte

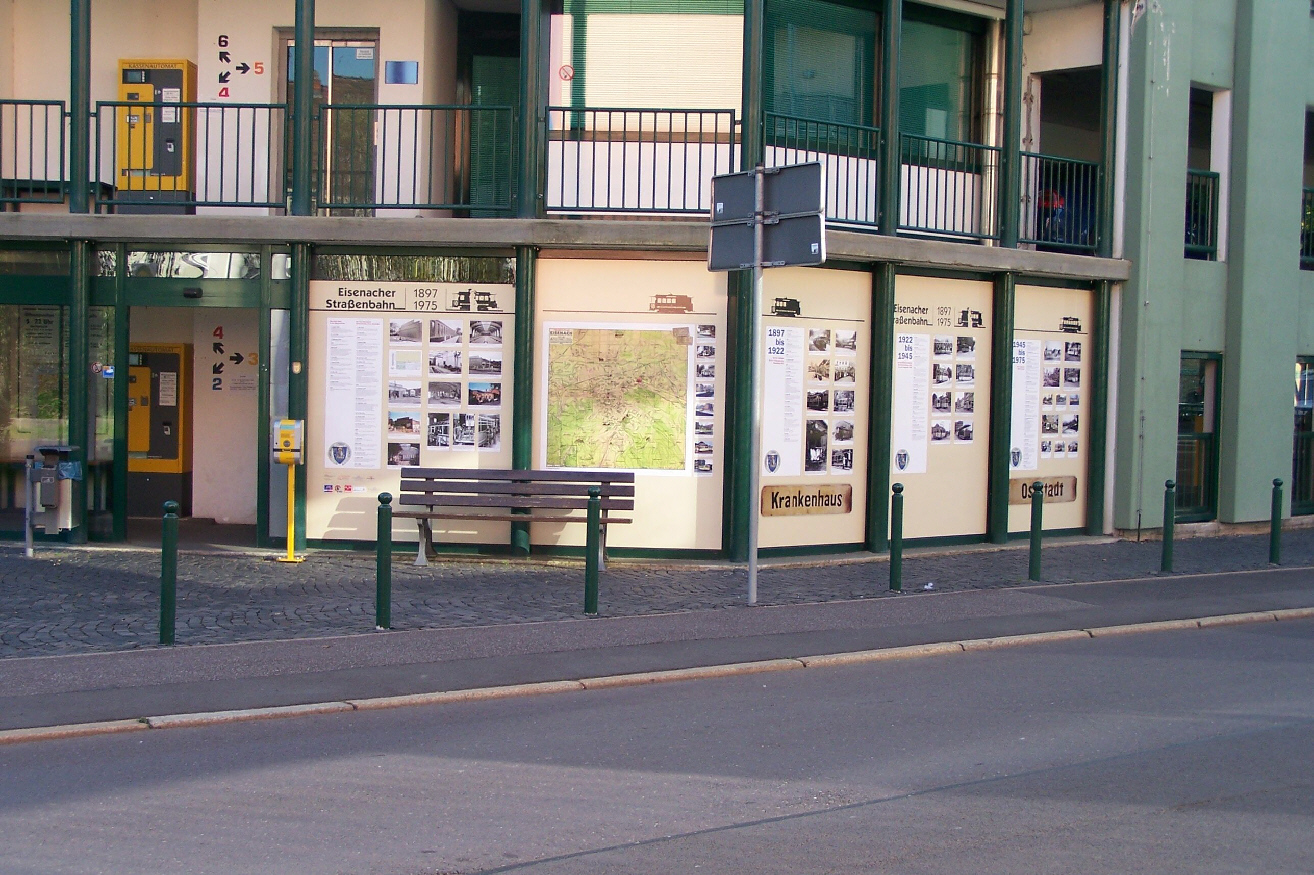
Ausstellungstafeln in der Sommerstraße (2010)

Die Wagenhalle in der Sommerstraße/Uferstraße blieb als Parkhaus erhalten. Die letzten Gleisreste der Straßenbahn sind noch auf dem Karlsplatz vor dem Nikolaitor zu sehen.

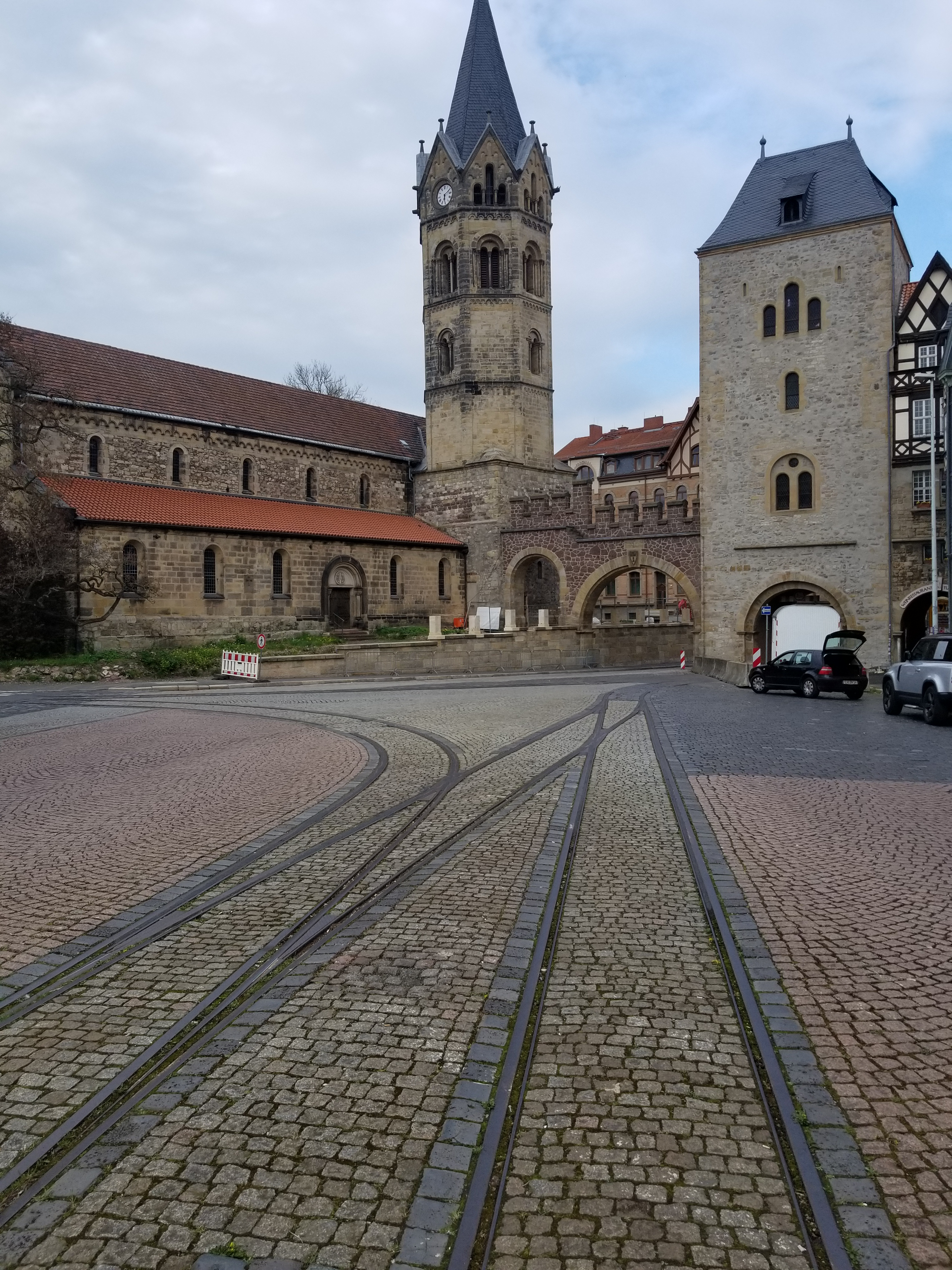
Eisenach, Karlsplatz: Gleisreste der Straßenbahn (2022)

Vor der ehemaligen Wagenhalle wurde bei deren Umbau zum Parkhaus zum Andenken an die Eisenacher Straßenbahn ein Gleisstück wieder eingepflastert. Seit September 2010 können dort fünf Schautafeln einer Dauerausstellung  zur Betriebsgeschichte betrachtet werden. An manchen Stadthäusern sind entlang der Linienführung auch heute noch Haken und Aufhängungen der Fahrleitung auszumachen.